# Lista de membros do secretariado de Rosinha Garotinho
Esta lista contém o rol daqueles que integram o gabinete do governo Rosinha Garotinho ordenados pela data em que tomaram posse, ou continuaram a exercer o cargo político, a partir da posse da governadora Rosinha Garotinho.

## Secretários Estaduais
| Pasta                                                           | Titulares                               | Imagem | Partido | Início do Mandato       | Fim do Mandato          | Ref.        |
| --------------------------------------------------------------- | --------------------------------------- | ------ | ------- | ----------------------- | ----------------------- | ----------- |
| Ação Social                                                     | Fernando William Ferreira               |        | PDT     | 1.º de janeiro de 2003  | 30 de março de 2006     |             |
|                                                                 |                                         |        |         |                         |                         |             |
| Assistência Social                                              | Silvia Barreto                          |        |         | 30 de março de 2006     | 1.º de janeiro de 2007  | [ 1 ]       |
|                                                                 |                                         |        |         |                         |                         |             |
| Administração Penitenciária                                     | Astério Pereira dos Santos              |        |         | 1.º de janeiro de 2003  | 1.º de janeiro de 2007  |             |
|                                                                 |                                         |        |         |                         |                         |             |
| Administração e Reestruturação                                  | Vanice Regina Lírio do Valle            |        |         | 1.º de janeiro de 2003  | 30 de março de 2006     |             |
| Administração e Reestruturação                                  | Sheila Mello                            |        |         | 30 de março de 2006     | 1° de janeiro de 2007   | [ 1 ]       |
|                                                                 |                                         |        |         |                         |                         |             |
| Agricultura, Abastecimento, Pesca e Desenvolvimento do Interior | Christino Áureo da Silva                |        | PMDB    | 1.º de janeiro de 2003  | 30 de março de 2006     |             |
| Agricultura, Abastecimento, Pesca e Desenvolvimento do Interior | Christino Áureo da Silva                | PMN    |         | 1.º de janeiro de 2003  | 30 de março de 2006     |             |
| Agricultura, Abastecimento, Pesca e Desenvolvimento do Interior | Alberto Mofati                          |        |         | 30 de março de 2006     | 1.º de janeiro de 2007  | [ 2 ]       |
|                                                                 |                                         |        |         |                         |                         |             |
| Ciência, Tecnologia e Inovação                                  | Fernando Pellegrino                     |        |         | 1.º de janeiro de 2003  | 2 de janeiro de 2004    |             |
| Ciência, Tecnologia e Inovação                                  | Wanderley de Souza                      |        |         | 2 de janeiro de 2004    | 1.º de janeiro de 2007  | [ 3 ] [ 2 ] |
|                                                                 |                                         |        |         |                         |                         |             |
| Comunicação                                                     | Mauro Silva                             |        |         | 1.º de janeiro de 2003  | 2 de janeiro de 2004    | [ 2 ]       |
| Comunicação                                                     | Ricardo Alberto de Oliveira Bruno       |        |         | 2 de janeiro de 2004    | 1.º de janeiro de 2007  | [ 3 ] [ 2 ] |
|                                                                 |                                         |        |         |                         |                         |             |
| Controle e Gestão                                               | Fernando Lopes de Almeida               |        | PDT     | 1.º de janeiro de 2003  | 1.º de janeiro de 2007  | [ 3 ]       |
|                                                                 |                                         |        |         |                         |                         |             |
| Cultura                                                         | Helena Severo                           |        |         | 1.º de janeiro de 2003  | 2 de janeiro de 2004    |             |
| Cultura                                                         | Arnaldo Niskier                         |        |         | 2 de janeiro de 2004    | 30 de março de 2006     | [ 3 ] [ 2 ] |
| Cultura                                                         | Noca da Portela                         |        | PCB     | 30 de março de 2006     | 1.º de janeiro de 2007  | [ 1 ]       |
|                                                                 |                                         |        |         |                         |                         |             |
| Defesa Civil                                                    | Bm Carlos Alberto de Carvalho           |        |         | 1.º de janeiro de 2003  | 1.º de janeiro de 2007  |             |
|                                                                 |                                         |        |         |                         |                         |             |
| Defesa do Consumidor                                            | Sergio Zveiter                          |        | PFL     | 30 de março de 2006     | 1.º de janeiro de 2007  | [ 2 ]       |
|                                                                 |                                         |        |         |                         |                         |             |
| Desenvolvimento da Baixada Fluminense                           | Ronaldo Abrahão Azaro                   |        |         | 1.º de janeiro de 2003  | 2 de janeiro de 2004    |             |
| Desenvolvimento da Baixada Fluminense                           | Marco Antonio Pereira Figueiredo        |        | PDT     | 2 de janeiro de 2004    | 30 de março de 2006     |             |
| Desenvolvimento da Baixada Fluminense                           | Jorge Gama                              |        |         | 30 de março de 2006     | 1.º de janeiro de 2007  | [ 2 ]       |
|                                                                 |                                         |        |         |                         |                         |             |
| Desenvolvimento Econômico                                       | Tito Bruno Ryff                         |        |         | 1.º de janeiro de 2003  | 2 de janeiro de 2004    |             |
| Desenvolvimento Econômico                                       | Humberto Eustáquio César Mota           |        |         | 2 de janeiro de 2004    | 1.º de janeiro de 2007  | [ 3 ]       |
|                                                                 |                                         |        |         |                         |                         |             |
| Direitos Humanos                                                | Jorge da Silva                          |        |         | 1.º de janeiro de 2003  | 1.º de janeiro de 2007  |             |
|                                                                 |                                         |        |         |                         |                         |             |
| Educação                                                        | Darcília Leite                          |        |         | 1.º de janeiro de 2003  | 2 de janeiro de 2004    |             |
| Educação                                                        | Cláudio Roberto Mendonça Schiphorst     |        | PMDB    | 2 de janeiro de 2004    | 30 de março de 2006     | [ 3 ]       |
| Educação                                                        | Arnaldo Niskier                         |        |         | 30 de março de 2006     | 1.º de janeiro de 2007  | [ 1 ]       |
|                                                                 |                                         |        |         |                         |                         |             |
| Energia, Indústria Naval e Petróleo                             | Wagner Granja Victer                    |        |         | 1.º de janeiro de 2003  | 1.º de janeiro de 2007  |             |
|                                                                 |                                         |        |         |                         |                         |             |
| Esportes                                                        | Chiquinho da Mangueira                  |        | PSB     | 1.º de janeiro de 2003  | 30 de março de 2006     |             |
| Esportes                                                        | Chiquinho da Mangueira                  | PMDB   |         | 1.º de janeiro de 2003  | 30 de março de 2006     |             |
| Esportes                                                        | Denise Matiotti                         |        |         | 30 de março de 2006     | 1.º de janeiro de 2007  |             |
|                                                                 |                                         |        |         |                         |                         |             |
| Finanças                                                        | José Henrique Bellúcio de Lacerda Marca |        |         | 1.º de janeiro de 2003  | 1.º de janeiro de 2007  |             |
|                                                                 |                                         |        |         |                         |                         |             |
| Gabinete Civil                                                  | Francesco Conte                         |        |         | 1.º de janeiro de 2003  | 2 de janeiro de 2004    | [ 2 ]       |
| Gabinete Civil                                                  | Rosely Ribeiro de Carvalho Pessanha     |        |         | 2 de janeiro de 2004    | 1.º de janeiro de 2007  | [ 2 ]       |
|                                                                 |                                         |        |         |                         |                         |             |
| Gabinete da Governadora                                         | Rosely Ribeiro de Carvalho Pessanha     |        |         | 1.º de janeiro de 2003  | 2 de janeiro de 2004    | [ 2 ]       |
| Gabinete da Governadora                                         | Fernando Pellegrino                     |        |         | 2 de janeiro de 2004    | 1.º de janeiro de 2007  | [ 2 ]       |
|                                                                 |                                         |        |         |                         |                         |             |
| Governo e de Coordenação                                        | Paulo José Alves Rattes                 |        |         | 1.º de janeiro de 2003  | 2 de janeiro de 2004    |             |
| Governo e de Coordenação                                        | Jaime Cardoso                           |        |         | 2 de janeiro de 2004    | 1.º de dezembro de 2004 | [ 3 ]       |
| Governo e de Coordenação                                        | Anthony Garotinho                       |        |         | 1.º de dezembro de 2004 | 1.º de janeiro de 2005  | [ 4 ]       |
| Governo e de Coordenação                                        | Luiz Fernando Pezão                     |        |         | 1.º de janeiro de 2005  | 19 de março de 2006     | [ 5 ]       |
| Governo e de Coordenação                                        | Ricardo Bittar                          |        |         | 30 de março de 2006     | 1.º de janeiro de 2007  | [ 2 ]       |
|                                                                 |                                         |        |         |                         |                         |             |
| Habitação                                                       | Fernando Avelino Boeschenstein Vieira   |        |         | 1.º de janeiro de 2003  | 1.º de janeiro de 2007  |             |
|                                                                 |                                         |        |         |                         |                         |             |
| Infância e Juventude                                            | Altineu Cortes                          |        | PMDB    | 1.º de janeiro de 2003  | 1.º de janeiro de 2007  | [ 3 ]       |
|                                                                 |                                         |        |         |                         |                         |             |
| Integração Governamental                                        | Luiz Rogério Gonçalves Magalhães        |        |         | 1.º de janeiro de 2003  | 30 de março de 2006     |             |
| Integração Governamental                                        | Henrique Ribeiro                        |        |         | 30 de março de 2006     | 1.º de janeiro de 2007  | [ 2 ]       |
|                                                                 |                                         |        |         |                         |                         |             |
| Justiça e Direitos do Cidadão                                   | Sergio Zveiter                          |        | PFL     | 1.º de janeiro de 2003  | 2 de janeiro de 2004    |             |
| Justiça e Direitos do Cidadão                                   | Délio Cesar Leal                        |        |         | 2 de janeiro de 2004    | 30 de março de 2006     |             |
| Justiça e Direitos do Cidadão                                   | Hugo Leal                               |        | PSC     | 30 de março de 2006     | 1.º de janeiro de 2007  |             |
|                                                                 |                                         |        |         |                         |                         |             |
| Meio Ambiente e Desenvolvimento Urbano                          | Luiz Paulo Conde                        |        | PSB     | 1.º de janeiro de 2003  | 2 de janeiro de 2004    |             |
| Meio Ambiente e Desenvolvimento Urbano                          | Luiz Paulo Conde                        | PMDB   |         | 1.º de janeiro de 2003  | 2 de janeiro de 2004    |             |
| Meio Ambiente e Desenvolvimento Urbano                          | Isaura Maria Ferreira Fraga             |        |         | 2 de janeiro de 2004    | 30 de março de 2006     |             |
| Meio Ambiente e Desenvolvimento Urbano                          | Ângela Fonti                            |        |         | 30 de março de 2006     | 1.º de janeiro de 2007  | [ 1 ]       |
|                                                                 |                                         |        |         |                         |                         |             |
| Procuradoria Geral do Estado                                    | Sérgio Luiz Barbosa                     |        |         | 1.º de janeiro de 2003  | 2 de janeiro de 2004    | [ 2 ]       |
| Procuradoria Geral do Estado                                    | Francesco Conte                         |        |         | 2 de janeiro de 2004    | 1.º de janeiro de 2007  | [ 2 ]       |
|                                                                 |                                         |        |         |                         |                         |             |
| Planejamento e Coordenação Institucional                        | Tito Bruno Ryff                         |        |         | 1.º de janeiro de 2003  | 1.º de janeiro de 2007  |             |
|                                                                 |                                         |        |         |                         |                         |             |
| Receita                                                         | Mário Tinoco da Silva                   |        |         | 1.º de janeiro de 2003  | 30 de março de 2006     | [ 6 ]       |
| Receita                                                         | Antônio Neto                            |        |         | 30 de março de 2006     | 1.º de janeiro de 2007  | [ 1 ]       |
|                                                                 |                                         |        |         |                         |                         |             |
| Saúde                                                           | Gilson Cantarino O’Dwyer                |        |         | 1.º de janeiro de 2003  | 1.º de janeiro de 2007  |             |
|                                                                 |                                         |        |         |                         |                         |             |
| Segurança Pública                                               | Josias Quintal                          |        |         | 1.º de janeiro de 2003  | 23 de abril de 2003     |             |
| Segurança Pública                                               | Anthony Garotinho                       |        | PMDB    | 23 de abril de 2003     | 27 de setembro de 2004  |             |
| Segurança Pública                                               | Marcelo Itagiba                         |        | PMDB    | 27 de setembro de 2004  | 1.º de janeiro de 2007  |             |
| Segurança Pública                                               | José Roberto Precioso                   |        |         | 30 de março de 2006     | 1.º de janeiro de 2007  | [ 1 ]       |
|                                                                 |                                         |        |         |                         |                         |             |
| Turismo                                                         | Sérgio Ricardo Martins de Almeida       |        |         | 1.º de janeiro de 2003  | 1.º de janeiro de 2007  | [ 3 ]       |
|                                                                 |                                         |        |         |                         |                         |             |
| Trabalho                                                        | Marco Antônio Lucidi                    |        | PPB     | 1.º de janeiro de 2003  | 1.º de janeiro de 2007  | [ 7 ]       |
|                                                                 |                                         |        |         |                         |                         |             |
| Transportes                                                     | Augusto José Ariston                    |        |         | 1.º de janeiro de 2003  | 30 de março de 2006     |             |
| Transportes                                                     | Albuíno Azeredo                         |        |         | 30 de março de 2006     | 1.º de janeiro de 2007  |             |

## Autarquias
| Pasta                         | Titulares        | Imagem | Partido | Início do Mandato      | Fim do Mandato         | Ref.  |
| ----------------------------- | ---------------- | ------ | ------- | ---------------------- | ---------------------- | ----- |
| Polícia Militar               | Álvaro Lins      |        | PMDB    | 1.º de janeiro de 2003 | 30 de março de 2006    | [ 1 ] |
| Polícia Militar               | Ricardo Hallak   |        |         | 30 de março de 2006    | 1.º de janeiro de 2007 |       |
|                               |                  |        |         |                        |                        |       |
| CEHAB                         | Fernando Almeida |        |         | 30 de março de 2006    | 1.º de janeiro de 2007 | [ 2 ] |
|                               |                  |        |         |                        |                        |       |
| EMOP                          | Marco Marinho    |        |         | 30 de março de 2006    | 1.º de janeiro de 2007 | [ 2 ] |
|                               |                  |        |         |                        |                        |       |
| EMATER-RIO                    | Cosme Vianna     |        |         | 30 de março de 2006    | 1.º de janeiro de 2007 | [ 2 ] |
|                               |                  |        |         |                        |                        |       |
| Conselho Estadual Anti-Drogas | Erika Asfora     |        |         | 30 de março de 2006    | 1.º de janeiro de 2007 | [ 2 ] |